# 湯漢
湯漢樞機（英語：John Tong Hon，1939年7月31日—），是為天主教香港教區榮休主教；也是香港首位土生土長的天主教樞機。

## 簡歷
湯漢於1939年7月31日在香港中環士丹頓街8號出生，其後在廣州完成小學課程，時為第二次國共內戰，常有傷兵及難民南逃。據湯漢引述，他目睹當時的神父為傷兵及難民施以援手，使湯漢深受感動，並立志成為神父。其後中國大陸政權易手，大量天主教聖職人員被迫離開中國大陸；而湯漢則進入澳門聖若瑟修院就讀。其後再於1957年進入香港華南總修院（現聖神修院）就讀，1964年，湯漢赴羅馬宗座傳信大學深造，獲神學博士學位。1966年1月6日，在羅馬由教宗保祿六世手中晉鐸。
湯漢在1966年1月6日晉鐸後，一直供職於天主教香港教區，並在1970年起任職聖神修院，先後擔任哲學院神學部教授、神學部主任及哲學院校外課程部主任；1980年起任聖神研究中心執行主任至今；1992年奉委為香港教區副主教。1996年10月20日，湯漢獲領銜波沙教區主教及任命為天主教香港教區輔理主教，同年12月9日與陳日君一同晉牧。1999年至2009年擔任聖神修院院長。教宗本篤十六世於2008年1月30日委任湯漢為香港教區助理主教。於2009年4月16日起真除。任天主教香港教區第七任正權主教，以接替退休的陳日君樞機。
教宗本篤十六世於2012年1月6日宣佈擢陞湯漢為樞機，成為香港首位土生土長、香港第三位以及第七位華人樞機；2012年2月18日，在梵蒂岡的樞密會議中正式獲教宗授予樞機紅帽以及樞機指環，成為樞機團成員，領羅馬山上宗徒之后聖母聖殿（Regina Apostolorum）司鐸銜。
2014年6月，年屆75歲退休年齡的湯漢獲教宗方濟各延任香港教區主教三年至2017年，並於2017年8月1日榮休，香港教區正權主教一職由楊鳴章主教接任。
2019年1月，湯漢在教區主教楊鳴章離世後獲委任為香港教區宗座署理。
同年7月31日，已滿80歲的湯漢再不能以選舉人的身份參加教宗選舉秘密會議。

## 牧徽
湯漢的樞機牧徽，上面的漁船和漁港代表香港，長城代表中國；格言「DOMINUS PASTOR MEUS」意為「主為我牧」，其中文意思也可見於牧徽上的書籍圖像。晉牧後的牧徽是使用綠色的帽穗及三行的穗子，自2012年2月18號正式領樞機職後起牧徽則改為紅色並五行穗。

## 評價
外間普遍評價湯漢的性格較沉實內憸和平穩低調，而中國天主教愛國會副主席劉柏年在湯漢獲委任為香港教區助理主教後表示，晉升湯漢為香港教區助理主教對香港教區是「一件喜事」。而民主黨前主席李柱銘則指湯漢作風跟陳日君不同，但其政治立場也很堅定和「穩陣」。

## 教區職責
他除了身為天主教香港教區主教外，亦在香港教區中身兼不少職務。直至現時為止，湯漢主教在天主教香港教區內共負責以下職務：
| 機構                           | 職務           |
| ------------------------------ | -------------- |
| 香港天主教傳播事務委員會       | 主席           |
| 教區人事委員會                 | 主教           |
| 司鐸議會                       | 當然議員       |
| 教區牧民議會                   | 當然議員       |
| 教區諮議會                     | 主教           |
| 香港天主教教育委員會           | 委員           |
| 香港明愛 - 理事會              | 理事           |
| 教區菲籍人士牧民服務委員會     | 主席           |
| 聖神研究中心                   | 董事，執行主任 |
| 聖職人員延續培育委員會         | 主席           |
| 《鼎》                         | 總編輯         |
| 天主教香港教區教友監獄福傳組織 | 贊助人         |

## 延伸阅读
[在维基数据编辑]
 在维基共享资源阅览影像、分类